# Stadion Ogosta w Montanie
Stadion Ogosta (bułg. Стадион "Огоста") – stadion piłkarski w Bułgarii, w Montanie, znajdujący się w parku Ogosta. Obiekt może pomieścić 8000 widzów. Swoje spotkania rozgrywa na nim drużyna PFK Montana.